# Menkea villosula
Menkea villosula är en korsblommig växtart som först beskrevs av Ferdinand von Mueller och Tate, och fick sitt nu gällande namn av John McConnell Black. Menkea villosula ingår i släktet Menkea och familjen korsblommiga växter. Inga underarter finns listade i Catalogue of Life.